# عباسي (عملة)
العباسي (بالفارسية: عباسی) كان اسمًا يُطلق على العملات الذهبية والفضية في إيران، وأصدرها لأول مرة الشاه الصفوي عباس الأول (حكم من عام 1588 إلى عام 1629). كان قيد الاستخدام حتى أوائل القرن العشرين. لم تكن لهذه العملات أي قيمة اسمية، وتم تمريرها حسب الوزن.
في حين أن عملة العباسي الإيرانية كانت منتشرة على نطاق واسع أيضًا في شرق جورجيا، التي كانت تحت النفوذ الإيراني، فقد تم سك العملة المعدنية بعد فترة وجيزة أيضًا في دار سك العملة في تبليسي، حيث كانت تُعرف بالعامية باسم أبازي.
بعد ضم روسيا لشرق جورجيا عام 1801، أثرت فئات العباسي (نصف عباسي - محمد؛ ربع عباسي - شاهي؛ عشر عباسي - بيستي؛ 1/200 عباسي - دينار) على إنتاج العملة الجديدة، الفضة الجورجية (كارتولي تيتري).